# Gilly Salmon
Gilly Salmon (* 1949) ist eine australische Pädagogin. Sie entwickelt Lernszenarien und Instrumente rund um das Thema „digitales Lernen“.

## Leben
Ihre Karriere begann Salmon an der UK Open University Business School (Salmon, 2013, para. 1–4). Sie lehrte als Professorin für E-Learning und Lerntechnologien an der Universität von Leicester im Vereinigten Königreich. Dort war sie auch Vorsitzende der „Beyond Distance Research Alliance“ und des „Media Zoo“. Salmon war geschäftsführende Direktorin und Professorin für „die Zukunft des Lernens“ am Australian Digital Futures Institute der University of Southern Queensland in Australien.
2001 war sie Gründungsdirektorin von All Things In Moderation. Im Januar 2012 wurde sie zur Vize-Kanzlerin für Lerntransformation an der Swinburne University of Technology im australischen Melbourne ernannt und im Oktober 2014 zur Vize-Kanzlerin für Bildungsinnovation an der Universität von West-Australien.
Juli 2017 wechselt sie als Professor of Innovation and Transformation an die Universität Liverpool.
Gilly Salmon forscht und publiziert im Themenfeld Innovation und Veränderungsprozesse in der Hochschulbildung unter dem besonderen Aspekt des technikgestützten Lernens. Durch ihre Forschung im Bereich des Online-Lernens konnte sie sich internationales Renommee verschaffen. Sie entwickelt Studiengänge und Lehrmethoden, die Technik innovativ für Lernen und Lehren nutzen.

## Veröffentlichungen
- G. Salmon: E-tivities: The key to active online learning. 2. Auflage. Routledge, London / New York 2013.
- G. Salmon: E-moderating: The key to teaching and learning online. 3. Auflage. Routledge / New York 2011.
- G. Salmon, P. Edirisingha (Hrsg.): Podcasting for learning in universities. Open University Press, Berkshire 2008. www.podcastingforlearning.com
- G. Salmon, P. Edirisingha, M. Mobbs, R. Mobbs, C. Dennett: How to Create Podcasts for Education. Society for Research into Higher Education 2008.
- Recently published as an iphone app.
- D. Jaques, G. Salmon: Learning in groups: A handbook for face-to-face and online environments. 4. Auflage. Routledge, London / New York 2008. (www.learningingroups.com)
- G. Salmon: E-moderating: The key to teaching and learning online. Taylor and Francis, London / New York 2000. (www.e-moderating.com)
- G. Salmon: E-tivities: The key to active online learning. Kogan Page, London 2002. (www.e-tivities.com)